# Chaco castanea
Espèce
Chaco castanea est une espèce d'araignées mygalomorphes de la famille des Pycnothelidae.

## Distribution
Cette espèce est endémique du département de Rocha en Uruguay,.

## Description
Le mâle holotype mesure 7,75 mm et la femelle paratype 18,2 mm.

## Systématique et taxinomie
Cette espèce a été décrite par Montes de Oca et Pérez-Miles en 2013.

## Publication originale
- Montes de Oca & Pérez-Miles, 2013 : « Two new species of Chaco Tullgren from the Atlantic coast of Uruguay (Araneae, Mygalomorphae, Nemesiidae). » ZooKeys, no 337, p. 73-87 (texte intégral).